# Deutsche Demokratische Partei
Deutsche Demokratische Partei (det tyske demokratiske parti, DDP, fra 1930 Deutsche Staatspartei (DStP)) var et tysk venstreliberalt politisk parti under Weimartiden. Det eksisterede fra 1919 til 1933.
Det havde sit udgangspunkt i Fortschrittliche Volkspartei og de nationalliberale. Afvisningen af Gustav Stresemann, som dermed dannede det højreorienterede Deutsche Volkspartei (DVP), lagde grundlaget for splittelsen blandt tyske liberale. DDPs program indeholdt både liberalt og socialt tankegods. Dets tilhængere og medlemmer var i særlig grad rekrutteret fra lærere og universitetsansatte.
Prominente medlemmer af DPP inkluderede udenrigsminister Walther Rathenau, Friedrich Naumann, Theodor Heuss, Thomas Dehler, Albert Einstein, Thomas Mann, Theodor Wolff, Nobelprisvinderen Ludwig Quidde, pasifisten Hellmut von Gerlach, Eduard Hamm, Weimarforfatningens far Hugo Preuss, Anton Erkelenz, rigsjustisminister Erich Koch-Weser, Hamburgs mangeårige borgermester Carl Petersen, Frankfurts overborgermester Ludwig Landmann, rigsdagsmanden Ernst Lemmer, den senere statsminister i Baden-Württemberg Reinhold Maier samt kortvarigt sociologen Max Weber.

## Valgresultater for DDP/DStP
| Valg til forfatningsgivende nationalforsamling (1919) og Rigsdagsvalg (1920-1933) | Valg til forfatningsgivende nationalforsamling (1919) og Rigsdagsvalg (1920-1933) | Valg til forfatningsgivende nationalforsamling (1919) og Rigsdagsvalg (1920-1933) |
| --------------------------------------------------------------------------------- | --------------------------------------------------------------------------------- | --------------------------------------------------------------------------------- |
| 19. januar 1919                                                                   | 18,6 %                                                                            | 75 pladser                                                                        |
| 6. juni 1920                                                                      | 8,3 %                                                                             | 39 pladser                                                                        |
| 4. maj 1924                                                                       | 5,7 %                                                                             | 28 pladser                                                                        |
| 7. december 1924                                                                  | 6,3 %                                                                             | 32 pladser                                                                        |
| 20. maj 1928                                                                      | 4,9 %                                                                             | 25 pladser                                                                        |
| 14. september 1930                                                                | 3,8 %                                                                             | 20 pladser                                                                        |
| 31. juli 1932                                                                     | 1,0 %                                                                             | 4 pladser                                                                         |
| 6. november 1932                                                                  | 1,0 %                                                                             | 2 pladser                                                                         |
| 5. marts 1933                                                                     | 0,9 %                                                                             | 5 pladser                                                                         |